# عطيفة متقوسة
عطيفة متقوسة (الاسم العلمي:Campylobacter curvus) هي نوع من البكتيريا تتبع جنس العطيفة من فصيلة العطيفات.